# La Chaux (Orne)
La Chaux település Franciaországban, Orne megyében. Lakosainak száma 53 fő (2022. január 1.). La Chaux Saint-Georges-d’Annebecq, Beauvain, Joué-du-Bois, Magny-le-Désert, La Motte-Fouquet és Rânes községekkel határos.

## Népesség
A település népességének változása:
| Lakosok száma | 50   | 51   | 53   | 53   | 52   | 51   | 52   | 52   | 53   |
|               | 2013 | 2015 | 2016 | 2017 | 2018 | 2019 | 2020 | 2021 | 2022 |